# Антонов Андрій Олександрович
Андрій Олександрович Антонов (нар. 3 березня 1968, Кіровоград, УРСР) — український футбольний тренер.

## Життєпис
Тренерську кар'єру розпочав у 2005 році. Спочатку тренував дітей у Спортивній школі № 2 міста Кіровоград, а в 2009—2010 роках — у ДЮСШ «Зірка-Спартак» (Кіровоград). З 1 липня 2010 року по 22 жовтня 2011 року працював директором кіровоградської «Зірки». Також до 30 березня 2012 року керував ДЮСШ «Зірка» (Кропивницький). З 9 по 30 листопада 2011 року виконував обов'язки головного тренера «Зірки» (Кіровоград). Потім знову керував академією «Зірки».